# Sakaiminato
Sakaiminato (境港市 Sakaiminato-shi?) este un municipiu din Japonia, prefectura Tottori.